# جنيفر مارتينيز
جنيفر مارتينيز (بالإنجليزية: Jennifer Martínez)‏ هي محامية أمريكية، ولدت في 5 نوفمبر 1971 في سان فرانسيسكو في الولايات المتحدة.